# Football Club Courtraisien
Dernière mise à jour : 13 septembre 2011.
Le Football Club Courtraisien est un très ancien club de football belge, localisé à Courtrai. Il est fondé à la fin du XIXe siècle (1898, selon le site officiel de l'actuel KV Kortrijk), et est très probablement celui qui participe au championnat de Belgique 1899-1900 sous l'appellation de "SC Courtraisien" (d'après plusieurs sources généralement fiables). 

## Histoire
Le club est dissous peu après sa participation à l'élite nationale et il semble que le club est reconstitué et affilié à l'URBSFA en 1901 sous le nom de FC Courtraisien, puis de nouveau dissous (ou retiré de la fédération) en 1906. La même année 1901 apparaît un autre SC Courtraisien (ou CS Courtraisien). En 1912, il prend part à la première édition de la Coupe de Belgique.
Un FC Courtraisien est recréé en 1910 et/ou réaffilié à l'Union belge le 4 janvier 1912. Actif durant la Première Guerre mondiale, le club fusionne probablement à la fin du conflit avec l'US Courtraisienne, et surtout avec le Sporting Club Courtraisien (également créé en 1901). Le cercle formé par cette fusion prend le nom en Courtrai Sports. Après d'autres fusions, ce club deviendra le KV Courtrai.

## Résultats dans les divisions nationales
Statistiques clôturées, club disparu

### Bilan
| Niv | Divisions     | Jouées | Titres | TM Up | TM Down |
| --- | ------------- | ------ | ------ | ----- | ------- |
| I   | 1re nationale | 1      | 0      |       |         |
| II  | 2e nationale  | 0      | 0      |       |         |
| III | 3e nationale  | 0      | 0      |       |         |
| IV  | 4e nationale  | 0      | 0      |       |         |
| V   | 5e nationale  | 0      | 0      |       |         |
|     |               |        |        |       |         |
|     | TOTAUX        | 1      | 0      | 0     | 0       |

- TM Up : test-match pour départager des égalités, ou toutes formes de Barrages ou de Tour final pour une montée éventuelle.
- TM Down : test-match pour départager des égalités, ou toutes formes de Barrages ou de Tour final pour le maintien.

### Classements saison par saison
| Ordre | Saison  | Nom du club         | Niveau              | Classement final    | Remarques           |
| ----- | ------- | ------------------- | ------------------- | ------------------- | ------------------- |
| 1     | 1899-00 | SC Courtraisien     | Division 1 série B  | 4e/4                |                     |
| X     | 1900    | Dissolution du club | Dissolution du club | Dissolution du club | Dissolution du club |

## Remarque
Cette page illustre la complexité pouvant exister dans la traçabilité des anciens clubs. La cause est évidemment le manque d'archives, soit parce qu'elle n'ont jamais existé en tant que telles, soit parce qu'elles ont été perdues ou détruites, conjugué à la durée d'existence parfois très éphémère des clubs. Les rivalités (confesionnelles, politiques, etc.) internes à une ville amènent souvent la constitution de cercles rivaux qui, faute de réels moyens financiers, arrêtent leurs activités presque du jour au lendemain, ou finissent par s'unir.
Les règlements fédéraux de l'époque ne sont pas nécessairement aptes à traiter tous les cas de figure, et les « entrées » et « sorties » de l'UBSSA, appellation de la fédération nationale actuelle (URBSFA), sont fréquentes. Plusieurs ligues rivales existent ou se constituent, certains clubs allant de l'une à l'autre.
Enfin, aux « temps des pionniers », l'emploi d'une appellation n'est pas soumis à une règlementation stricte. Par exemple, de nos jours, une appellation abandonnée ne peut être reprise qu'après 10 ans, même par le club qui a abandonné une dénomination. L'instauration du registre des matricules en décembre 1926 permet de mieux suivre l'évolution des clubs et faciliter l'archivage des données qui y sont liées.

### Sources et liens externes
- « Dictionnaire des clubs affiliés à l'URBSFA depuis 1895 » et ASBL Foot 100

- (nl) Site officiel du KV Kortrijk - rubrique "Geschiedenis" (Histoire)